# Stygnus aggerum
Stygnus aggerum is een hooiwagen uit de familie Stygnidae.